# Рачковский (герб дворянства)
Рачковский (пол. Raczkowski) — польский дворянский герб, вариант герба Наленч.
Польские шляхетские роды Рачковских относятся к гербам: собственному (см. рис.),   Польский герб XII века (как и гербы Абданк, Лелива, Радван и Богорья), который олицетворял единство и гармонию. Его использовали Налеч, Гембичские, Остророговские, Шамотульские, Хелмицкие, Чарнковские, Слизевичи, Рачинские, Рачковские, Дворницкие, Садовские, Ловинские, Гробчевские и другие семьи.

## Описание герба
В красном поле белая головная повязка, расположенная по кругу образующая концами своими Андреевский крест завязанная внизу, концами вниз. Над щитом дворянский шлем с короной.
Нашлемник : Два оленьих рога. Намёт: червлёный с серебром. Герб отличается от Наленча отсутствием дамы в нашлемнике.

## Самые ранние записи
Лукаш Рачковский упоминается в 1591 году  .

## Герб
Рачковский (Raczkowski)

## Сноски
1. ↑  Wittyg, Wiktor. Nieznana szlachta polska i jej herby. — Kraków, 1908. — P. 262.

## Внешние ссылки
- Gajl T. Polish Armorial Middle Ages to 20th Century. — Gdańsk: L&L, 2007. — ISBN 978-83-60597-10-1. (пол.)

Wiktor Wittyg, Stanisław Dziadulewicz.: "Unknown Polish nobility and its coats of arms", 1912, p. 262, Quote: "RACZKOWSKI, coat of arms of Nałęcz variety (deer antlers at the top), Łukasz, in 1591 pays the collection from part his village Raczkowa, Kaliskie Voivodeship, Gniezno County; National Museum in Krakow, No. 652